# Swizzels Matlow
 (janvier 2020).
Si vous disposez d'ouvrages ou d'articles de référence ou si vous connaissez des sites web de qualité traitant du thème abordé ici, merci de compléter l'article en donnant les références utiles à sa vérifiabilité et en les liant à la section « Notes et références ».
Swizzels Matlow, est une entreprise britannique fabricante de confiserie (comme les Cœurs d'amour), qui est basé à New Mills, dans le comté du Derbyshire, près de Stockport, au Royaume-Uni.

## Historique
L'idée germe au début des années 1920 sur un marché à Hackney, à Londres, où deux marchands de confiserie, Maurice et Alfred Matlow, vendeurs de bonbons gélifiés, décident de construire une petite usine à l'est de Londres en 1928, sous le nom de Matlow Brothers, pour fabriquer des bonbons gélifiés et des chewing-gums.
En 1933, la société fusionne avec une manufacture concurrente, David Dee, spécialisé dans les bonbons aux comprimés carbonatés.
Lors du bombardement de Londres en 1940, la compagnie est forcée de déménager dans le nord, dans une usine désaffectée, à New Mills, dans le Derbyshire, où elle se trouve encore aujourd'hui.
En 2004, toutes les graisses hydrogénées sont supprimées, puis en 2009 également les arômes artificiels.